# Douglas C-47 Skytrain
Ду́глас С-47 «Ска́йтрейн» (англ. Douglas C-47 Skytrain) — американський військово-транспортний літак часів Другої світової війни. Військовий варіант транспортного літака розроблений на базі пасажирського Douglas DC-3. Свій перший політ зробив 23 грудня 1941 року, виготовлявся до 1945 року. «Скайтрейн» широко застосовувався військами союзників в Другій світовій війні, а після її закінчення довгий час залишався на озброєнні багатьох країн світу. Окремі екземпляри продовжують експлуатуватися і на початку XXI століття.

## Конструкція літака
Літак С-47, це вільнонесучий низькоплан, суцільнометалевої конструкції, за винятком полотняної обшивки на рульових поверхнях. Особливістю його крила була міцна багатолонжеронна конструкція. Літак мав суцільнометалевий фюзеляж майже круглого поперечного перетину, висувне триопорне шасі з самоорієнтовним хвостовим колесом та несуче суцільнометалеве оперення. На ньому була встановлено два радіальних чотирнадцятициліндрових двигуни Pratt & Whitney R-1830-90C Твін Wasp потужністю по 1200 к.с. з трилопатевими гвинтами.

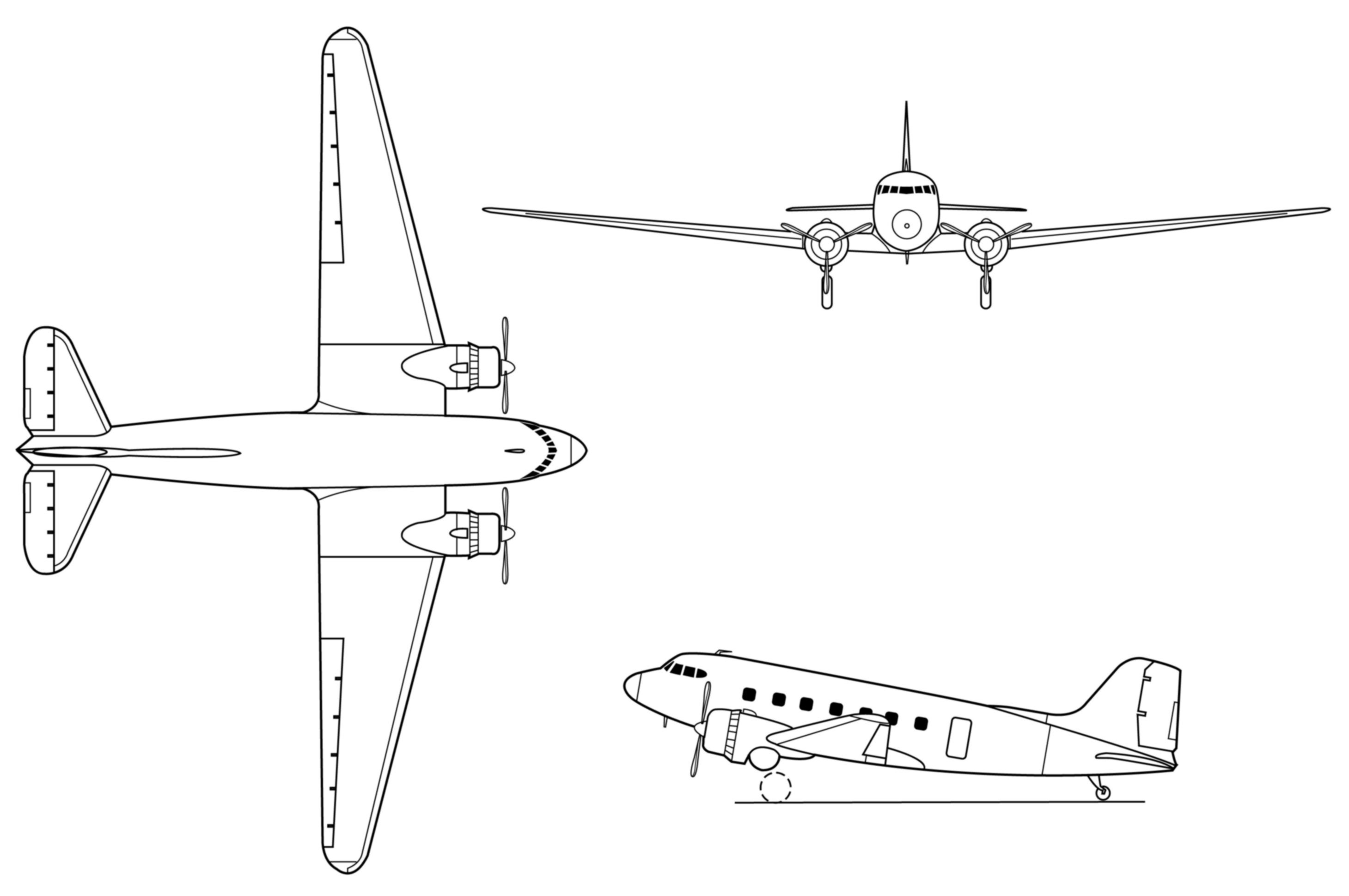
Схема літака С-47

## Галерея

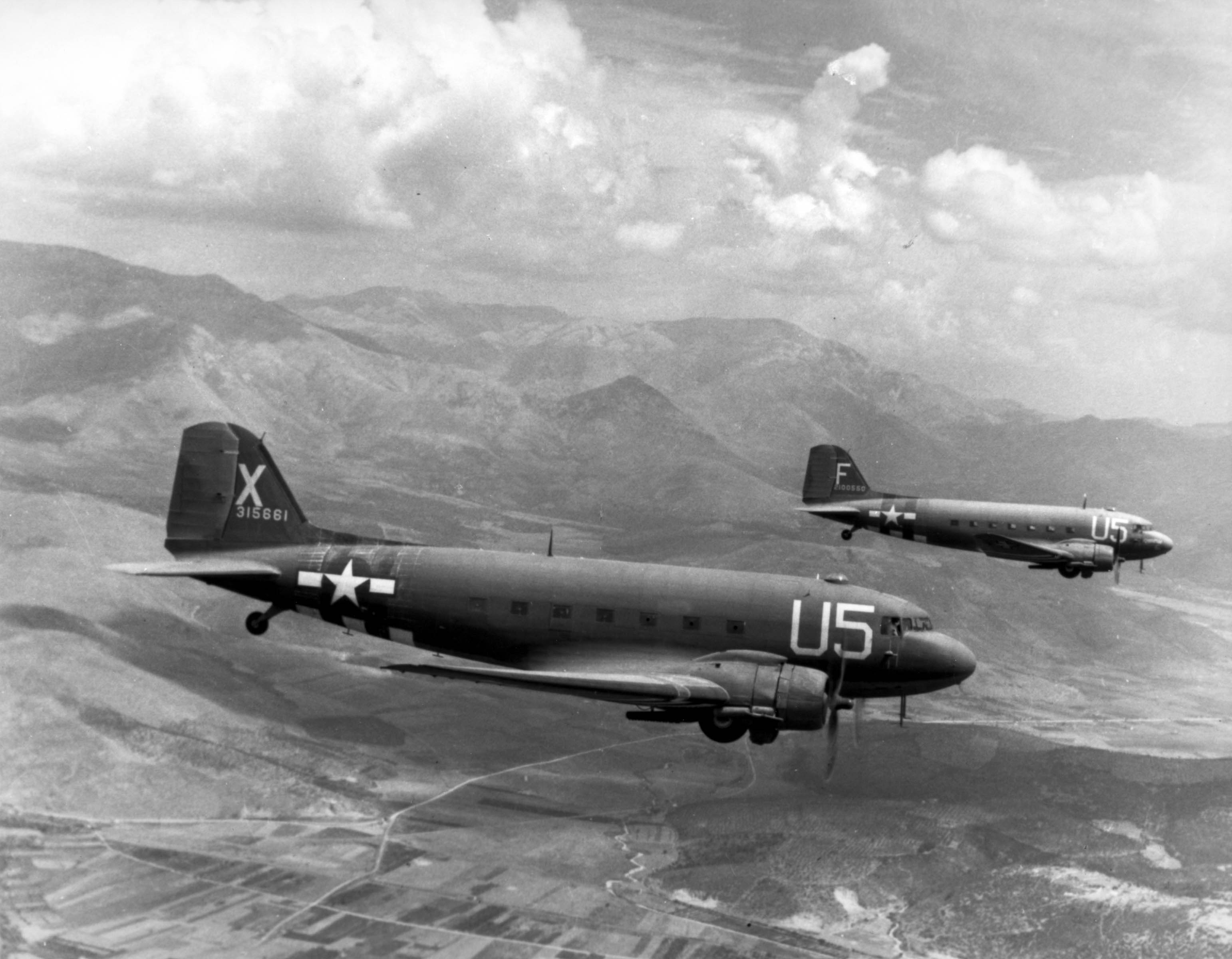
Транспортні літаки С-47 прямують для висадки десанту на французькому узбережжі. 15 серпня 1944
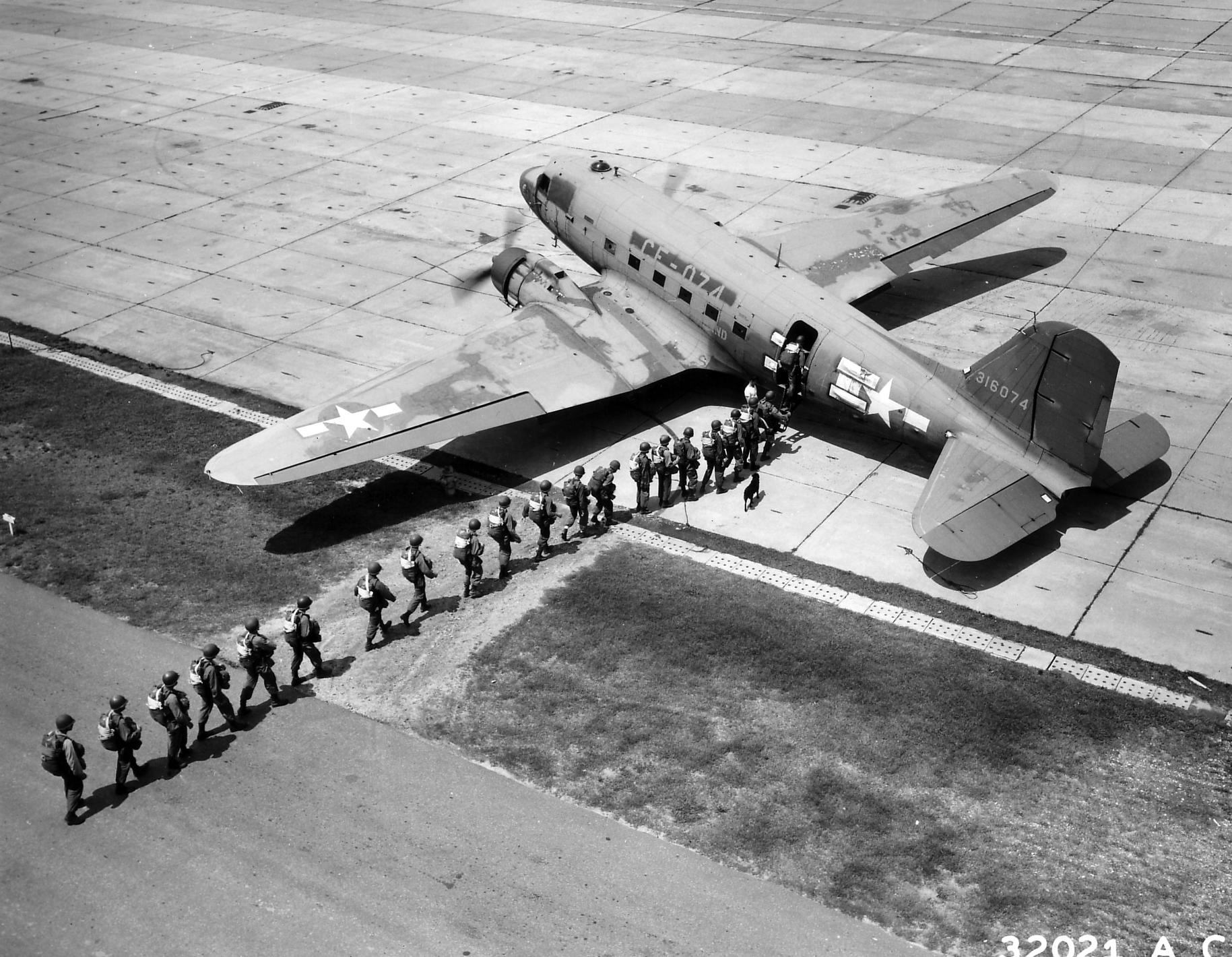
Посадка особового складу повітряного десанту у військово-транспортний літак С-47. Форт Беннінг
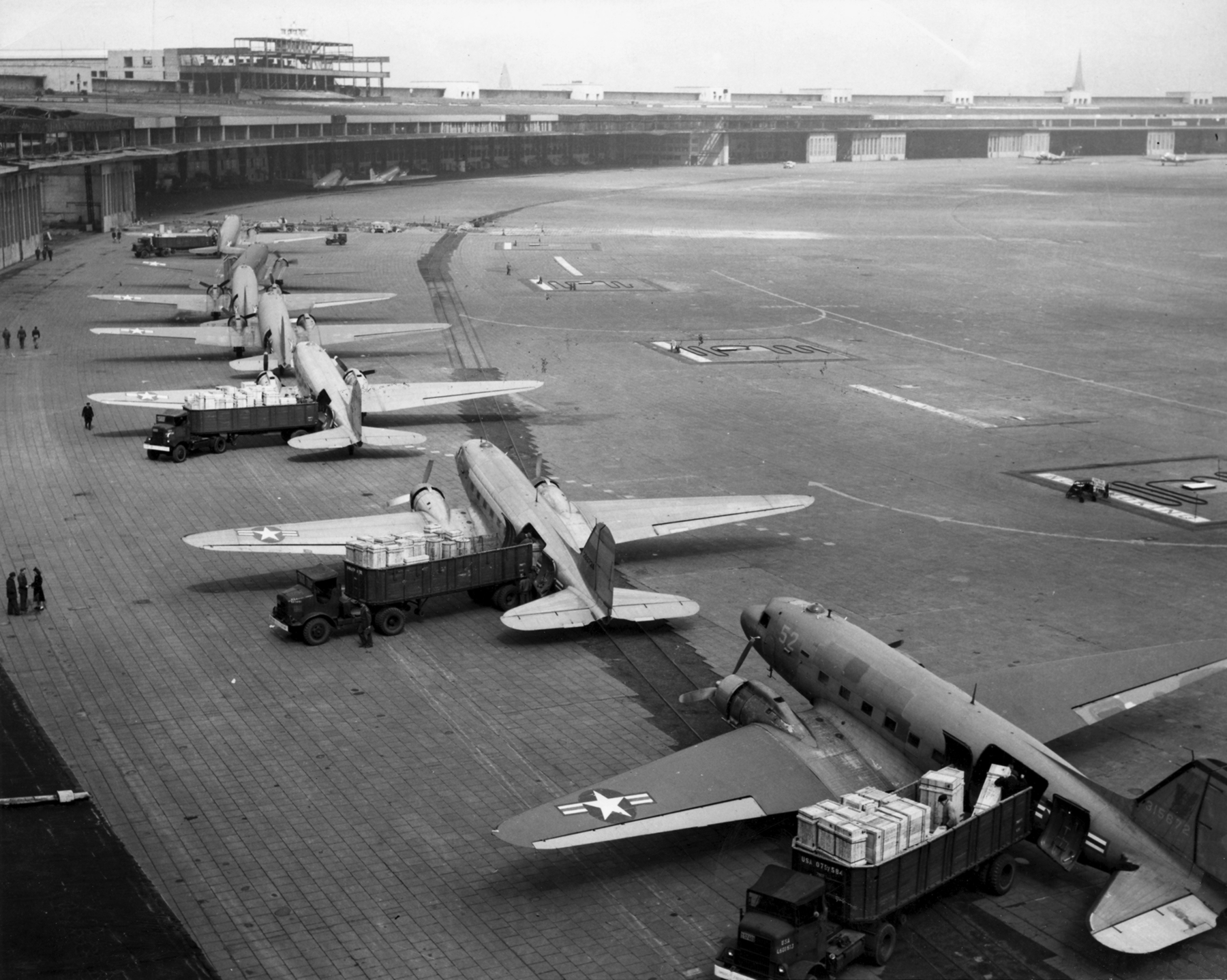
Літаки С-47 "Родзинкові бомбардувальники" з гуманітарним вантажем в берлінському аеропорту  Темпельхоф під час блокади Берліна, 1948 рік
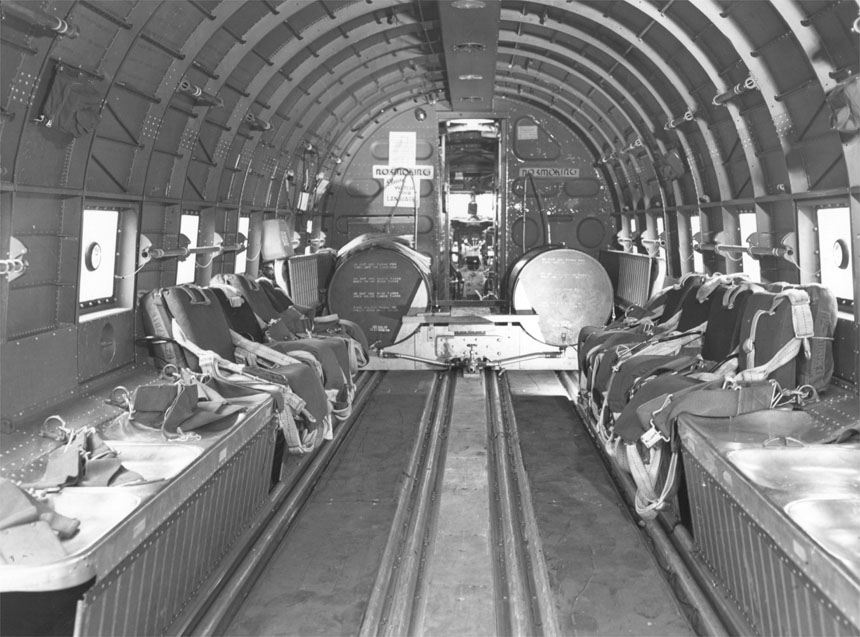
Внутрішній інтер'єр літака
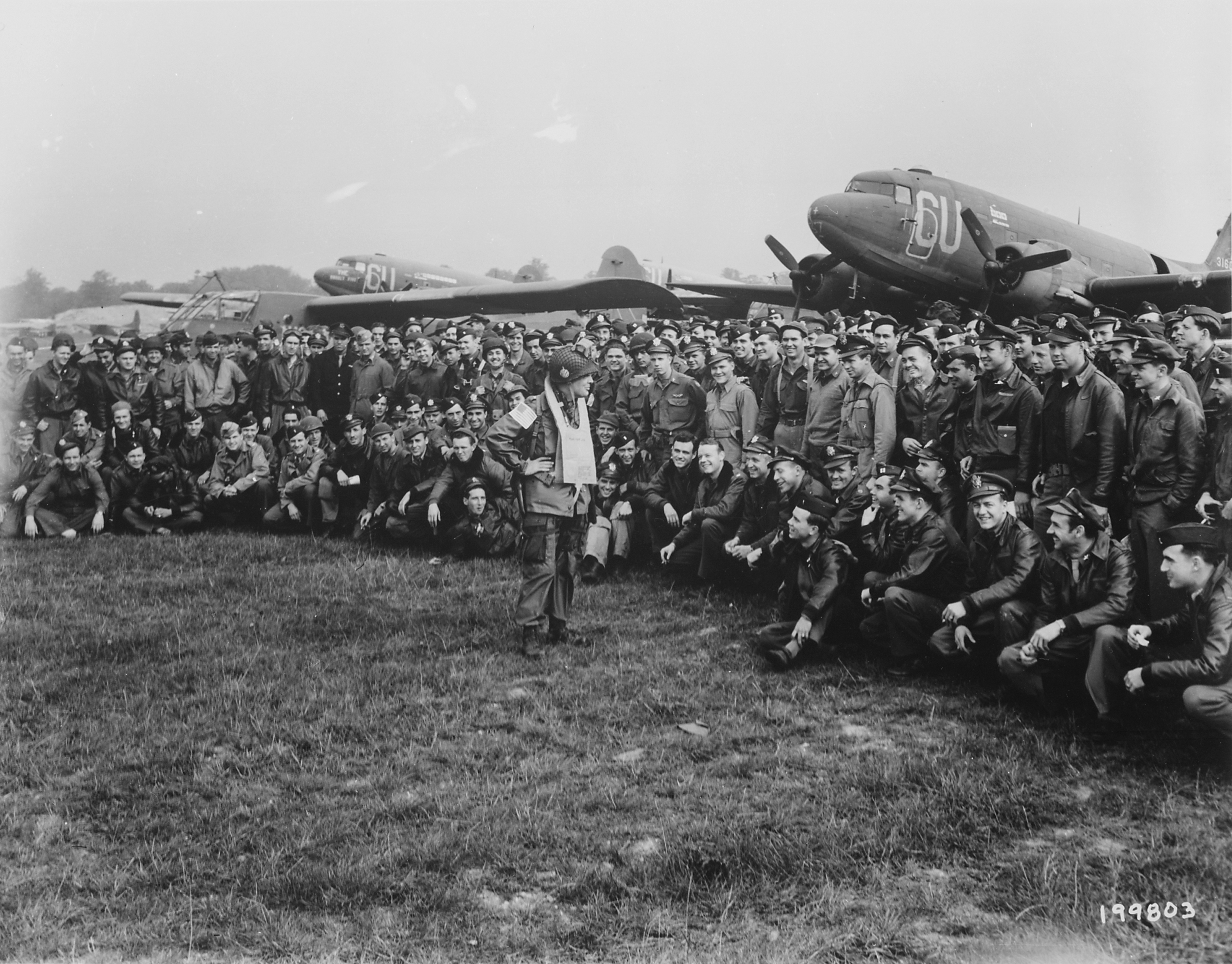
Десантники 101-ї дивізії перед висадкою в Нормандії. На задньому плані: С-47 та планер CG-4
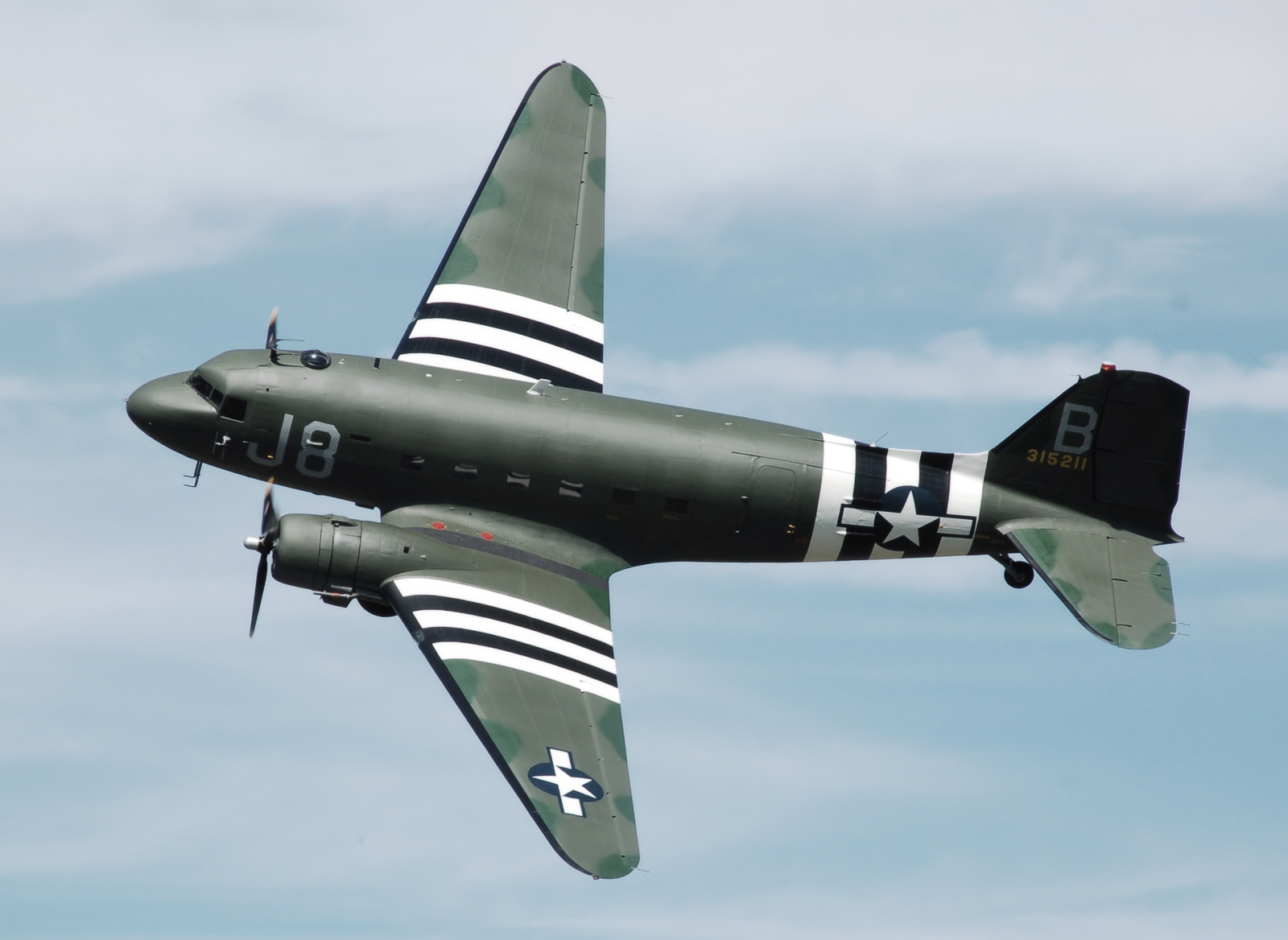
С-47 на авіашоу в Англії. 2010
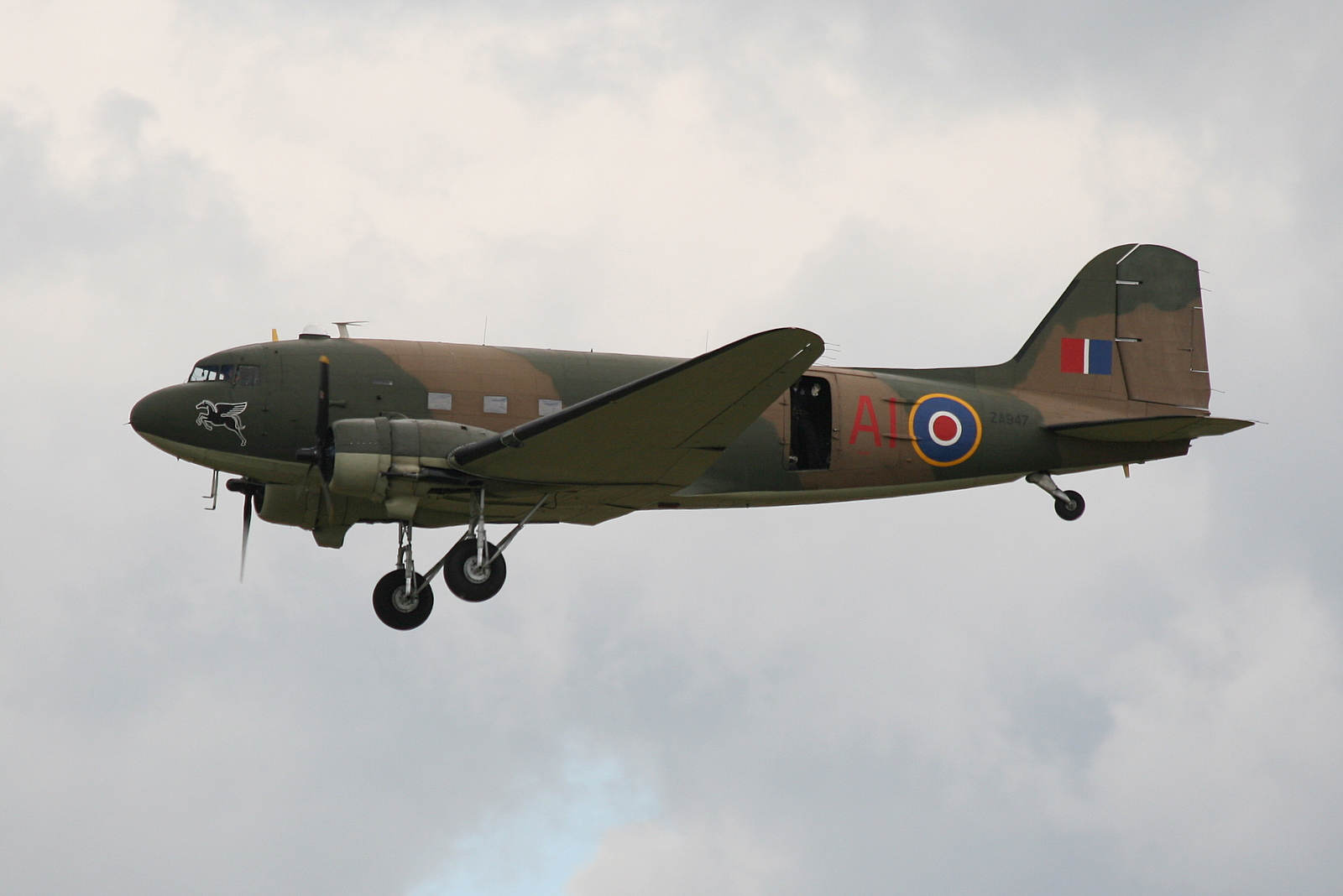
С-47 здійснює посадку на авіаційному шоу «Легенди, що літають». Даксфорд. Велика Британія. 2008
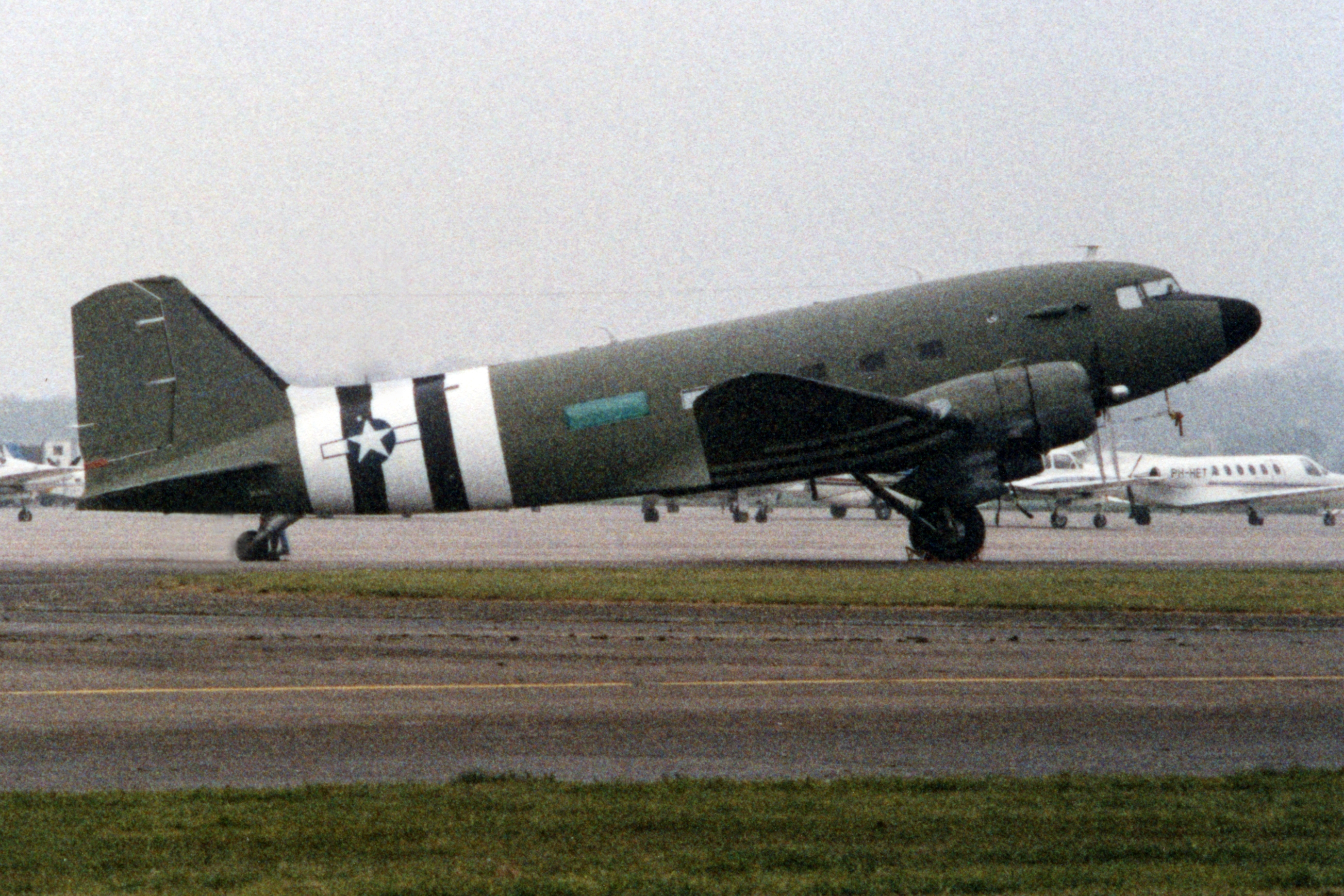
С-47 в Роттердамі. Голландія

## Країни-оператори
- Аргентина
- Австралія
- Бельгія
- Бенін
- Біафра
- Болівія
- Бразилія
- Бірма
- Камбоджа
- Канада
- Чад
- Чилі
- Республіка Китай
- КНР
- Колумбія
- Республіка Конго
- ДР Конго
- Куба
- Чехословаччина
- Данія
- Домініканська Республіка
- Еквадор
- Єгипет
- Сальвадор
- Ефіопія
- Фінляндія
- Франція
- Габон
- Третій Рейх[1]
- НДР
- Німеччина
- Греція
- Гватемала
- Гаїті
- Гондурас
- Угорщина
- Ісландія
- Індія
- Індонезія
- Іран
- Ізраїль
- Італія
- Кот-д'Івуар
- Йорданія
- Японія
- Лаос
- Лівія
- Мадагаскар
- Малаві
- Малі
- Мавританія
- Мексика
- Монако
- Марокко
- Нідерланди
- Нова Зеландія
- Нікарагуа
- Нігер
- Нігерія
- Північна Корея
- Норвегія
- Оман
- Пакистан
- Панама
- Папуа Нова Гвінея
- Парагвай
- Перу
- Філіппіни
- Польща
- Португалія
- Родезія
- Румунія
- Руанда
- Саудівська Аравія
- Сенегал
- ПАР
- Південна Корея
- Сомалі
- СРСР
- Шрі-Ланка
- Іспанія
- Швеція
- Сирія
- Таїланд
- Того
- Туреччина
- Уганда
- Уругвай
- Велика Британія
- США
- Венесуела
- В'єтнам
- Південний В'єтнам
- Ємен
- Югославія
- Заїр
- Замбія